# Raimonds Pauls
Raimonds Pauls opr. (Oyar-Raymond Voldemarovich Pauls) (12. januar 1936 i bydelen Iļģuciems i Riga i Letland) er en lettisk og sovjetisk komponist og pianist, som er kendt og respekteret i både Letland og resten af det tidligere Sovjetunionen. Raimonds Pauls er siden den 12. april 1995 Kommandør af Trestjerneordenen.

## Musik
Pauls har været interesseret i musik siden sin barndom, hvor han fik undervisning ved Emīls Dārziņs Musikskole. I 1958 tog Pauls sin eksamen fra Letlands Musikakademi. Allerede på den tid blev han opfattet som en fremragende pianist, han spillede i restauranter, hvor han lærte jazz-klassikere og samtidige melodier. Fra 1962 til 1965 studere Pauls til komponist, og fra 1964 til 1971 dirigerede han Letlands Statsfilharmonikeres orkester for populærmusik, hvor han også spillede som pianist.
I 1972 oprettede Pauls et ensemble ved Latvijas Radio, hvorfra adskillige musikgrupper siden opstod. Mest bemærkelsesværdig er gruppen Modo, hvor en af gruppens medlemmer Zigmars Liepiņš, opnåede betydelig berømmelse i Letland og andre dele af Sovjetunionen.
Efter Letland genvandt sin uafhængighed fortsatte Pauls sin musikalske karriere med et samarbejde med børneensemblet Dzeguzīte (Lille spætte), hvilket er blandt de mest populære børnegrupper i Letland. I 1996 begav han sig på turné med sangerinden Laima Vaikule, en turné som bragte dem til steder som Moskva, Sankt Petersborg og New York City.
Pauls har gennem tiden komponeret musik til mindst seks musicaler, tre balletter og mere end 50 spillefilm og teaterforestillinger. Pauls musik er, udover Letland, også blevet udgivet i adskillige lande verden over, heriblandt Rusland, Finland og Japan. På det seneste har Pauls kastet sig over jazz-genren med udgivelsen af et dobbelt-album.

## Politik
Raimonds Pauls har også erfaring fra det politiske liv. Han har været både medlem af Lettiske SSRs øverste sovjet samt af det lettiske parlament Saeima. I 1993 blev han rådgiver for Letlands præsident. Pauls har også været lettisk kulturminister i en længere periode, og endda kandidat som Letlands præsident, hvorfra han dog trak sig.